# Балтийский бассейновый округ

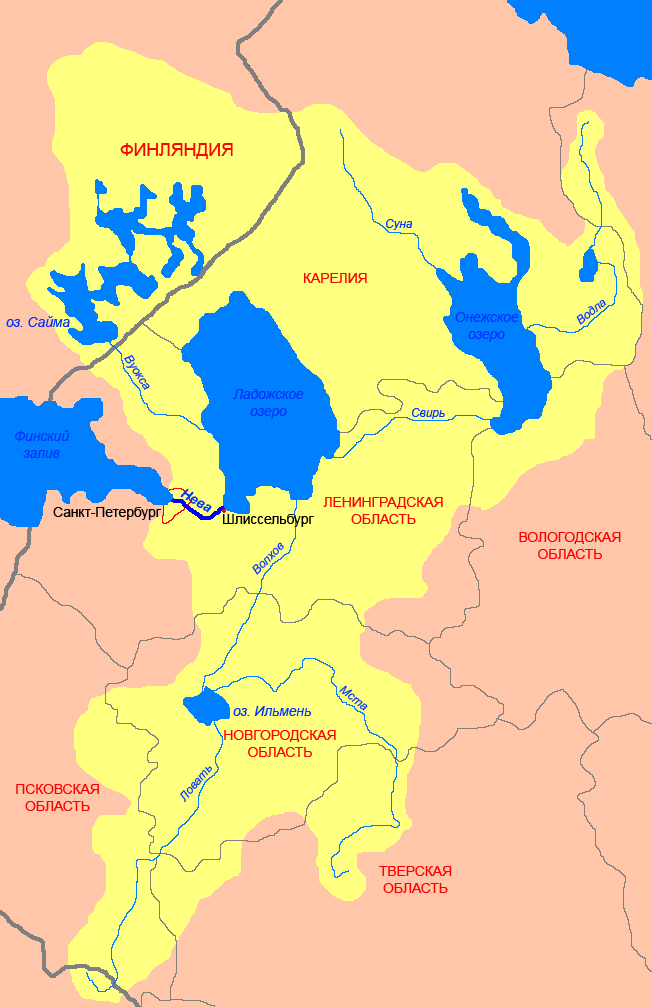
Бассейн реки Нева

Балтийский бассейновый округ — один из 20 бассейновых округов России (согласно ст.28 Водного Кодекса).
Появился в 2006 году с целью выделения особой области использования и охраны водных объектов (речных бассейнов и связанных с ними подземных водных объектов, Балтийского моря, Ильменя, Онежского и Ладожского озёр.
Бассейн располагается на территории следующих субъектов Российской Федерации: Калининградская область, республика Карелия (частично), Санкт-Петербург, Ленинградская область (частично), Вологодская область (частично), Архангельская область (частично), Псковская область, Новгородская область (частично), Тверская область (частично), Смоленская область (частично).
Подразделы Балтийского бассейнового округа выделяются цифровым кодом 01.
Подразделяется на:
- 01.01 — Неман и реки басс. Балтийского моря (росс. ч. в Калин. обл.)[1]
  - 01.01.00 — Неман и реки бассейна Балтийского моря (российская часть в Калининградской обл.)
    - 01.01.00.001 — Неман
    - 01.01.00.002 — Преголя
    - 01.01.00.003 — Реки бассейна Балтийского моря в Калининградской области без рр. Неман и Преголя
- 01.03 — Нарва (российская часть бассейна)
  - 01.03.00 — Нарва (российская часть бассейна)[2]
    - 01.03.00.001 — Великая от истока до в/п д. Гуйтово
    - 01.03.00.002 — Великая от в/п д. Гуйтово до устья
    - 01.03.00.003 — Бассейн оз. Чудско-Псковское без р. Великая
    - 01.03.00.004 — Нарва
    - 01.03.00.005 — Луга от истока до в/п Толмачево
    - 01.03.00.006 — Луга от в/п Толмачево до устья
    - 01.03.00.007 — Реки бассейна Финского залива от северной границы бассейна р. Луга до южной границы бассейна р. Нева
- 01.04. — Нева (включая бассейны рек Онежского и Ладожского озера)
  - 01.04.01 — Свирь (включая реки бассейна Онежского озера)[3]
    - 01.04.01.001 — Шуя
    - 01.04.01.002 — Суна
    - 01.04.01.003 — Бассейн оз. Водлозеро
    - 01.04.01.004 — Водла
    - 01.04.01.005 — Вытегра
    - 01.04.01.006 — Бассейн Онежского озера без рр. Шуя, Суна, Водла и Вытегра
    - 01.04.01.007 — Свирь от истока до Нижнесвирского г/у
    - 01.04.01.008 — Свирь от Нижнесвирского г/у до устья

  - 01.04.02 — Волхов (российская часть бассейна)[4]
    - 01.04.02.001 — Шлина от истока до Вышневолоцкого г/у
    - 01.04.02.002 — Мста без р. Шлина от истока до Вышневолоцкого г/у
    - 01.04.02.003 — Ловать и Пола
    - 01.04.02.004 — Шелонь
    - 01.04.02.005 — Бассейн оз. Ильмень без рр. Мста, Ловать, Пола и Шелонь
    - 01.04.02.006 — Волхов

  - 01.04.03 — Нева и реки бассейна Ладожского озера (без 01.04.01 и 01.04.02, российская часть бассейнов)[5]
    - 01.04.03.001 — Сясь
    - 01.04.03.002 — Бассейн оз. Ладожское без рр. Волхов, Свирь и Сясь
    - 01.04.03.003 — Нева от истока до в/п Новосаратовка
    - 01.04.03.004 — Нева от в/п Новосаратовка до устья
    - 01.04.03.005 — Реки и озера бассейна Финского залива от границы РФ с Финляндией до северной границы бассейна р. Нева
- 01.05 — Реки Карелии бассейна Балтийского моря
  - 01.05.00 — Реки Карелии бассейна Балтийского моря (российская часть бассейнов)[6]
    - 01.05.00.001 — Реки Карелии бассейна Балтийского моря на границе РФ с Финляндией, включая оз. Лексозеро